# Gragnague
Gragnague (em occitano:  Granhaga) é uma comuna francesa na região administrativa da Occitânia, no departamento do Alto Garona. Estende-se por uma área de 13.04 km², com 1.853 habitantes, segundo o censo de 2018, com uma densidade de 140 hab/km².